# سفر با خر
سفر با خر (به انگلیسی: Travels with a Donkey in the Cévennes) نام یک کتاب ادبی است که توسط رابرت لویی استیونسن، نویسندهٔ اهل انگلستان نوشته شده‌است.